# Quartinia maculifrons
Quartinia maculifrons är en stekelart som beskrevs av Dover 1925. Quartinia maculifrons ingår i släktet Quartinia och familjen Masaridae. Inga underarter finns listade i Catalogue of Life.